# Залуцкий, Александр Васильевич
Александр Васильевич Залуцкий (род. 23 июня 1950 года в Слобода-Банилове, Черновицкая область) — советский и украинский педагог-музыкант, краевед, доцент музыки Черновицкого национального университета им. Ю. Федьковича, музыкально-общественный деятель, председатель Черновицкого областного отделения Национального всеукраинского музыкального союза (2013).

## Биография
Родился в с. Слобода-Банилов Черновицкой области. В 1969—1973 годах учился на музыкальном отделе Черновицкого педагогического училища, в 1984 году окончил с отличием музыкально-педагогический факультет Одесского государственного педагогического института им. К. Д. Ушинского, ныне институт ПГПУ. Трудовую деятельность начал в 1987 году как преподаватель кафедры теории, истории музыки и игры на музыкальных инструментах Института им. К. Д. Ушинского, с 1992 года — заместитель декана музыкального педагогического факультета, старший преподаватель. С 1995 года продолжает педагогическую деятельность в Черновицком университете им. Ю. Федьковича: преподаватель, заместитель заведующего кафедрой музыки, заведующий секцией народных инструментов, с 1998 года — доцент кафедры. В 2001—2002 годах — заместитель декана педагогического факультета, в 2006 году избран членом учёного совета факультета педагогики, психологии и социальной работы.

## Творчество
За годы творческо-педагогической деятельности собрал немалое количество материалов музыкально-краеведческого характера, на основе которых в 2000 году начал преподавать учебную дисциплину «Музыкальное краеведение» для студентов музыкально-педагогических специальностей, выдал 8 выпуска авторской серии «Музыкальное краеведение Буковины». В 2012 году разработал курс «Музыкальная критика» с целью подготовки будущих магистрантов к журналистской деятельности.

## Публицистика
Подготовил и опубликовал более 100 научных статей в профессиональных журналах: «Искусство и образование» и «Родная школа» (г. Киев), «Наша школа» (г. Одесса) в центральных и местных газетах: «Украинская музыкальная газета», «Краевое образование», «Университетский вестник», «Буковинское вече», «Сутки», «Буковина», «Время», «Черновцы». Соавтор учебного пособия «История музыкальной культуры и образования Буковины» (Черновцы, 2011), автор хрестоматии «Музыкальная критика в Буковине» (2012).

## Общественная деятельность
Рецензент многочисленных методических разработок, партитур, учебных программ по курсам, пособий, учебников. Неоднократно возглавлял экзаменационные комиссии в средних специальных заведениях, цикловые приёмной комиссии в высших учебных заведениях, был членом государственных экзаменационных комиссий, руководителем магистерских работ студентов специальности «Музыкальная педагогика и воспитание», членом жюри на различных художественных конкурсах. В 2013 году избран председателем Черновицкого областного отделения Национального всеукраинского музыкального союза.

## Награды и достижения
- Лауреат литературно-художественной премии имени Сидора Воробкевича (2007).
- Член Национального всеукраинского музыкального союза (2000).
- Член Национального союза журналистов Украины (2010).
- Диплом «Мастер золотые руки» (1984, г. Одесса).
- Знак ВЦСПС с вручением удостоверения как руководителю оркестра баянистов, получившего в составе заслуженной капеллы УССР звание лауреата ХІХ Международного конкурса имени профессора Георгия Димитрова в г. Варна (1987).
- Почётная грамота управления образования и науки Черновицкой облгосадминистрации.
- Почётная грамота ректората ЧНУ им. Ю. Федьковича.
- Грамота правления Черновицкого областного отделения Украинского фонда культуры за подготовку участников художественной программы «Новые имена — 2006».